# Leith Athletic Football Club
El Leith Athletic Football Club es un club de fútbol de Escocia, con sede en el sector de Leith, en Edimburgo. Fue fundado en 1887 y compite en la East of Scotland First Division, séptima categoría del fútbol escocés.

## Historia
Fue fundado en el año 1886 en la ciudad de Port of Leith en Edimburgo y ha llegado a formar parte de la Scottish Premier League en algunas ocasiones.
Jugó por primera vez en la Scottish Premier League en la temporada de 1891 tomando el lugar del Cowlairs FC y en su temporada de debut terminaron en cuarto lugar entre 12 equipos. Se mantuvieron en la liga hasta que la votación en 1895 se dictó su descenso de categoría.
En 1906 gana el título de la Segunda División de Escocia, pero no fueron admitidos en la Primera División de Escocia. En 1910 volvieron a ganar la categoría y en 1915 se unieron a la Liga del Este.
Durante la Primera Guerra Mundial el club se afilió a la Liga del Oeste y en 1924 fueron admitidos en la Tercera División de Escocia, ganando el título de la categoría dos años después, pero no fueron admitidos en la Segunda División de Escocia porque los directivos decidieron promover al Hearts y al Hibernian de Edimburgo.
Al cancelarse la Tercera División de Escocia, en 1927 fueron admitidos en la Segunda División de Escocia y en 1930 gana el título de liga y retornan a la Primera División de Escocia, donde se mantuvo por dos temporadas hasta su descenso en 1932, manteniéndose en la Segunda División de Escocia hasta que la liga fue suspendida en la temporada de 1939/40.
Al terminar la Segunda Guerra Mundial en 1946 se convierte en uno de los equipos fundadores de la División C de Escocia, y un año después la Segunda División de Escocia fue expandida de 14 a 16 equipos, y el Leith Athletic FC fue uno de los dos equipos incluidos en la liga.
Tras ser relegado de la Segunda División de Escocia en 1949, el club se mantuvo en la tercera categoría hasta 1953 cuando se rehusó a jugar más partidos en la División C, se quedaron sin tiempo para incluirse en otra liga y la institución cerró operaciones en 1955.

### Refundación
En 1996 el club es refundado primero como un equipo de categorías menores entre 5 y los 21 años y posteriormente con su primer equipo en la Central Scottish Amateur Football League, una liga cerrada de categoría aficionada en el centro de Escocia.
En 2008 el club se fusiona con el Edimburgh Athletic FC y se integra a la Liga de Fútbol del Este de Escocia.

## Palmarés

### Títulos nacionales
- Segunda División de Escocia (3): 1905-06, 1909-10, 1929-30

### Títulos locales
- East of Scotland Football League (1): 2015-16